# Маргарет Вінклер
Маргарет Вінклер Мінц (англ. Margaret J. Winkler Mintz; 22 квітня 1895 — 21 червня 1990) — ключова фігура в історії німої анімації, яка відіграла вирішальну роль в історії Макса і Дейва Флейшерів, Пета Саллівана, Отто Мессмера і Уолта Діснея. Вона була першою жінкою, яка стала продюсером і дистриб'ютором анімаційних фільмів. Біографія Маргарет Вінклер лягла в основу сюжету повнометражного фільму «Уолт перед Міккі».

## Раннє життя та кар'єра
Уродженка Угорщини німецького походження, Вінклер розпочала свою кар'єру, як особистий секретар Гаррі Уорнера, одного із засновників Warner Brothers. Протягом більшої частини епохи німого кіно Warner Brothers була виключно дистриб'ютором фільмів, а Гаррі Уорнер був людиною, яка укладала угоди. У 1917 році компанія Warner Brothers почала розповсюджувати мультфільми про «Матта і Джеффа» в Нью-Йорку та Нью-Джерсі. Уорнер був вражений талантом Вінклера.
У 1921 році Вінклер заснувала компанію M.J. Winkler Pictures (пізніше Screen Gems) і підписала контракт з Pat Sullivan Productions на виробництво мультфільмів про кота Фелікса. Наступного року вона підписала ще один контракт на дистрибуцію для студії Fleischer Studios на серію Out of the Inkwell. Це створило їй репутацію найкращого дистриб'ютора у світі мультфільмів. Це було добре, тому що наприкінці того ж року брати Флейшер, окрилені успіхом роботи Вінклер, залишили її, щоб заснувати власну дистриб'юторську компанію Red Seal Pictures. Як би Салліван не допомагав Вінклеру в його бізнесі, вони з Вінклером постійно ворогували. У вересні 1923 року підійшов час продовження контракту, і його нереалістичні вимоги означали, що «M.J. Winkler Pictures», можливо, доведеться деякий час виживати без своєї найбільшої зірки. Вінклер переглянув пілотний ролик під назвою «Країна чудес Аліси» (1923), представлений тодішнім аніматором-неофітом Уолтом Діснеєм, який став першою роботою в серії «Алісові комедії». Вінклер був заінтригований ідеєю дівчини в живому світі мультфільмів і підписав з Disney річний контракт, незважаючи на те, що Laugh-O-Gram Studio, студія, яка створила мультфільм, була банкрутом. Згодом Дісней створив нову студію Disney Brothers Cartoon Studio, яка була першою анімаційною студією в Голлівуді та згодом змінила назву на Walt Disney Productions . Діснею допомогла опіка Вінклер, яка наполягла на тому, щоб сама змонтувала всі епізоди «Комедії Аліси». Однією з її пропозицій було додавання підозріло схожого на Фелікса персонажа на ім'я Юліус. Очевидно, це стало «соломиною, яка зламала спину верблюду» для Саллівана, який у 1925 році підписав контракт із конкурентом-дистриб'ютором E. W. Hammons з Educational Pictures .
Вінклер була першою жінкою-членом Гільдії кінопродюсерів. Щоб приховати свою стать, вона підписувала листи «M.J. Winkler».

## Шлюб
У 1924 році вона вийшла заміж за Чарльза Б. Мінца, кінодистриб'ютора, який працював на неї з 1922 року. Незабаром вона народила першу дитину і відійшла від справ, передавши свою компанію чоловікові, який у 1926 році перейменував її на «Вінклер Продакшнз». У подружжя було двоє дітей, Кетрін і Вільям. Згодом компанія була перейменована в Screen Gems.

## Смерть
Вінклер померла 21 червня 1990 року в Мамаронеку, Нью-Йорк. Їй було 95 років.